# Централна станица Бразила
Централна станица Бразила (порт. Central do Brasil), је бразилски филм из 1998. године, у режији Валтера Салеса (порт. Walter Salles) и који говори о пријатељству једног дечака и једне средовечне жене. Главне улоге су поверене Фернанди Монтенегро и Винисијусу де Оливеири. Филм је интернационална копродукција Бразила и Француске.